# Carmino de Pilla
Carmino de Pilla, né le 25 juin 1912 et mort à la fin du XXe siècle, est un joueur brésilien de basket-ball.